# تبرسرا
تبرسرا، روستایی از توابع بخش مرکزی شهرستان ماسال در استان گیلان ایران است.
این روستا بخاطر سرسبز بودن و موقعیت جغرافیایی زیبایی که دارد 
جزو زیبایی های شهر ماسال است
جمعیت این روستا در حال کاهش است
روستای تبرسرا به روستای میرمحله نزدیک است به صورتی که مسجد های آنها مشترک است

## جمعیت
این روستا در دهستان ماسال قرار دارد و براساس سرشماری مرکز آمار ایران در سال ۱۳۸۵، جمعیت آن ۱۶۰ نفر (۴۳خانوار) بوده‌است.